# Liste der Lieder von Ringo Starr
Die Liste der Lieder von Ringo Starr enthält alle offiziell veröffentlichten Studioaufnahmen des britischen Musikers und zeigt, auf welchen Tonträgern und wann sie erstmals erschienen sind. Außerdem enthält die Liste die Namen der Autoren und der Produzenten der Stücke. Die Coverversionen sind fett markiert.

## Studioveröffentlichungen
| Titel | Autor(en) | Originalveröffentlichung                                                         | Produzent(en)                          | Jahr | Länge |
| --- | --- | -------------------------------------------------------------------------------- | -------------------------------------- | ---- | ----- |
| $15 Draw | Sorrells Pickard | Beaucoups of Blues                                                               | Pete Drake                             | 1970 | 3:29  |
| Act Naturally (mit Buck Owens) | Johnny Russell, Voni Morrison (Buck Owens 1963) | Single                                                                           | Jerry Crutchfield, Jim Shaw            | 1989 | 2:59  |
| A Dose of Rock ’n’ Roll | Carl Groszmann | Ringo’s Rotogravure                                                              | Arif Mardin                            | 1976 | 3:24  |
| A Man Like Me | Vini Poncia, Richard Starkey | Bad Boy                                                                          | Vini Poncia                            | 1978 | 3:08  |
| A Mouse Like Me | Ringo Starr, Donald Pleasence | Scouse the Mouse                                                                 | Hugh Murphy                            | 1977 | 4:22  |
| Act Naturally & Buck Owens | Johnny Russell, Voni Morrison (Buck Owens 1963) | Act Naturally (CD-Single)                                                        |                                        | 1989 |       |
| After All These Years | Richard Starkey, Johnny Warman | Time Takes Time                                                                  | Jeff Lynne                             | 1992 | 3:10  |
| Alibi | Joe Walsh, Richard Starkey | Old Wave                                                                         | Joe Walsh                              | 1983 | 4:02  |
| All by Myself | Vini Poncia, Richard Starkey | Goodnight Vienna                                                                 | Richard Perry                          | 1974 | 3:21  |
| All in the Name of Love | Jerry Lynn Williams (The Bellamy Brothers 1991) | Time Takes Time                                                                  | Phil Ramone                            | 1992 | 3:42  |
| All Right Now Ringo Starr and His Fourth All-Starr Band | Paul Rodgers, Andy Fraser (Free 1970) | Ringo Starr and His Fourth All-Starr Band                                        |                                        | 1998 |       |
| American Woman Ringo Starr and His All Starr Band | Randy Bachman, Burton Cummings, Garry Peterson, Jim Kale (The Guess Who 1970)                                                                                                  | Ringo Starr and His All Starr Band Live from Montreux                            |                                        | 1992 |       |
| Anthem | Richard Starkey, Glen Ballard | Ringo 2012                                                                       | Ringo Starr                            | 2012 | 5:01  |
| As Far as We Can Go | Russ Ballard | Old Wave                                                                         | Joe Walsh                              | 1983 | 3:51  |
| Attention | Paul McCartney | Stop and Smell the Roses                                                         | Paul McCartney                         | 1981 | 3:20  |
| Back Off Boogaloo | Richard Starkey | Single                                                                           | George Harrison                        | 1972 | 3:22  |
| Back Off Boogaloo | Richard Starkey | Stop and Smell the Roses                                                         | Harry Nilsson                          | 1981 | 3:16  |
| Bad Boy | Avon Long, Clarence Palmer (Lil Armstrong and Her Swing Orchestra 1937) | Bad Boy                                                                          | Vini Poncia                            | 1978 | 3:14  |
| Bamboula | Richard Starkey, Van Dyke Parks | Postcards from Paradise                                                          | Ringo Starr                            | 2015 | 3:20  |
| Bang on the Drum Ringo Starr and His All Starr Band | Todd Rundgren 1982 | Ringo Starr and His All Starr Band Live from Montreux                            |                                        | 1992 |       |
| Be My Baby | Joe Walsh, Richard Starkey | Old Wave                                                                         | Joe Walsh                              | 1983 | 3:48  |
| Beaucoups of Blues | Buzz Rabin | Beaucoups of Blues                                                               | Pete Drake                             | 1970 | 2:33  |
| Better Days | Sam Hollander | What’s My Name                                                                   | Ringo Starr                            | 2019 | 2:49  |
| Blindman | Richard Starkey | B-Seite der Single Back Off Boogaloo                                             | George Harrison                        | 1972 | 2:46  |
| Blink | Richard Starkey, Mark Hudson, Steve Dudas, Dean Grakal | Ringo Rama                                                                       | Mark Hudson, Ringo Starr               | 2003 | 2:52  |
| Blue Christmas | Bill Hayes, Jay Johnson (Doye O’Dell 1948) | I Wanna Be Santa Claus                                                           | Mark Hudson, Ringo Starr               | 1999 | 2:58  |
| Blue, Turning Grey Over You | Andy Razaf, Fats Waller (Barney Trimble and His Oklahomans 1930) | Sentimental Journey                                                              | George Martin                          | 1970 | 3:19  |
| Boat Ride | Ringo Starr, Donald Pleasence | Scouse the Mouse                                                                 | Hugh Murphy                            | 1977 | 3:56  |
| Boris the Spider Ringo Starr and His Third All-Starr Band | John Entwistle (The Who 1966) | Ringo Starr and His Third All-Starr Band Volume 1                                |                                        | 1997 |       |
| Boys +Jools Holland | Luther Dixon, Wes Farrell (The Shirelles 1960) | Jools Holland: Jack O The Green – Small World Big Band Friends 3                 |                                        | 2003 |       |
| Boys Ringo Starr and His All-Starr Band | Luther Dixon, Wes Farrell (The Shirelles 1960) | Ringo Starr and His All-Starr Band                                               |                                        | 1990 |       |
| Boys Ringo Starr and His Third All-Starr Band | Luther Dixon, Wes Farrell (The Shirelles 1960) | Ringo Starr and His Third All-Starr Band Volume 1                                |                                        | 1997 |       |
| Brandy | Joseph B. Jefferson, Charles B. Simmons (The O’Jays 1978) | Stop and Smell the Roses                                                         | Ronnie Wood, Ringo Starr               | 1994 | 4:08  |
| Bridges | Richard Starkey, Joe Walsh | Postcards from Paradise                                                          | Ringo Starr                            | 2015 | 5:01  |
| Bye Bye Blackbird | Mort Dixon, Ray Henderson (Sam Lanin’s Dance Orchestra, Arthur Hall 1926) | Sentimental Journey                                                              | George Martin                          | 1970 | 2:11  |
| Call Me | Richard Starkey | Goodnight Vienna                                                                 | Richard Perry                          | 1974 | 4:07  |
| Can She Do It Like She Dances | Steve Duboff, Gerry Robinson (King Floyd 1976) | Ringo the 4th                                                                    | Arif Mardin                            | 1977 | 3:12  |
| Can’t Do It Wrong | Richard Starkey, Gary Burr | Y Not                                                                            | Ringo Starr, Bruce Sugar               | 2010 | 3:45  |
| Choose Love | Richard Starkey, Mark Hudson, Gary Burr | Choose Love                                                                      | Mark Hudson, Ringo Starr               | 2005 | 3:08  |
| The Christmas Dance | Richard Starkey, Mark Hudson, Jim Cox, Steve Dudas | I Wanna Be Santa Claus                                                           | Mark Hudson, Ringo Starr               | 1999 | 4:06  |
| Christmas Eve | Richard Starkey, Mark Hudson | I Wanna Be Santa Claus                                                           | Mark Hudson, Ringo Starr               | 1999 | 4:26  |
| Christmas Time (Is Here Again) | George Harrison, John Lennon, Paul McCartney, Richard Starkey (The Beatles 1967)                                                                                               | I Wanna Be Santa Claus                                                           | Mark Hudson, Ringo Starr               | 1999 | 4:06  |
| Come On Christmas, Christmas Come On | Richard Starkey, Mark Hudson, Dean Grakal | I Wanna Be Santa Claus                                                           | Mark Hudson, Ringo Starr               | 1999 | 3:36  |
| Coming Undone feat. Trombone Short | Linda Perry | Change The World                                                                 | Ringo Starr                            | 2021 | 3:20  |
| Confirmation | Richard Starkey, Glen Ballard | Postcards from Paradise                                                          | Ringo Starr                            | 2015 | 3:37  |
| Coochy Coochy | Richard Starkey | B-Seite der Single Beaucoups of Blues                                            | Pete Drake                             | 1970 | 4:48  |
| Cookin’ (In the Kitchen of Love) | John Lennon | Ringo’s Rotogravure                                                              | Arif Mardin                            | 1976 | 3:41  |
| Cryin’ | Vini Poncia, Richard Starkey | Ringo’s Rotogravure                                                              | Arif Mardin                            | 1976 | 3:18  |
| Cut You Lose + The Kenny Wayne Shepherd Band | Melvin London (Ricky Allen 1962) | The Kenny Wayne Shepherd Band: Goin’ Home                                        | Kenny Wayne Shepherd                   | 2014 | 4:34  |
| Dead Giveaway | Richard Starkey, Ronnie Wood | Stop and Smell the Roses                                                         | Ronnie Wood, Ringo Starr               | 1981 | 4:28  |
| Dear Santa | Richard Starkey, Mark Hudson, Steve Dudas | I Wanna Be Santa Claus                                                           | Mark Hudson, Ringo Starr               | 1999 | 5:12  |
| Desperado Ringo Starr and His All Starr Band | Glenn Frey, Don Henley (Eagles 1973) | Ringo Starr and His All Starr Band Live from Montreux                            |                                        | 1992 |       |
| Devil Woman | Richard Starkey, Vini Poncia | Ringo                                                                            | Richard Perry                          | 1973 | 3:50  |
| Don’t Be Cruel | Otis Blackwell (Elvis Presley 1956) | Veröffentlicht auf der CD-Single Weight of the World                             | Jeff Lynne                             | 1992 | 2:08  |
| Don’t Go Where the Road Don’t Go | Richard Starkey, Johnny Warman, Gary Grainger | Time Takes Time                                                                  | Jeff Lynne                             | 1992 | 3:20  |
| Don’t Hang Up +Chrissie Hynde | Richard Starkey, Mark Hudson, Gary Burr | Choose Love                                                                      | Mark Hudson, Ringo Starr               | 2005 | 3:27  |
| Don’t Know a Thing About Love | Richard Feldman, Stan Lynch | Time Takes Time                                                                  | Don Was                                | 1992 | 3:49  |
| Don’t Pass Me By | Richard Starkey (The Beatles 1968) | Give More Love                                                                   | Ringo Starr                            | 2017 | 3:37  |
| Don’t Pass Me By Ringo Starr and His All-Starr Band | Richard Starkey (The Beatles 1968) | Ringo Starr and His All-Starr Band Tour 2003                                     |                                        | 2003 |       |
| Down and Out | Richard Starkey | B-Seite der Single Photograph                                                    | Richard Perry                          | 1973 | 3:04  |
| Down Under Ringo Starr and His All-Starr Band | Colin Hay, Ron Strykert (Men at Work 1980) | Ringo Starr and His All-Starr Band Tour 2003                                     |                                        | 2003 |       |
| Dream | Johnny Mercer (The Pied Pipers With Paul Weston And His Orchestra 1945) | Sentimental Journey                                                              | George Martin                          | 1970 | 2:42  |
| Drift Away | Mentor Williams (Mike Berry 1972) | Vertical Man                                                                     | Mark Hudson, Ringo Starr               | 1998 | 4:09  |
| Drowning in the Sea of Love | Kenny Gamble, Leon Huff (Joe Simon 1971) | Ringo the 4th                                                                    | Arif Mardin                            | 1977 | 5:09  |
| Drumming Is My Madness | Harry Nilsson | Stop and Smell the Roses                                                         | Harry Nilsson                          | 1981 | 3:29  |
| Early 1970 | Richard Starkey | Photograph – The Very Best Of Ringo                                              | George Harrison                        | 1971 | 2:21  |
| Easy for Me | Harry Nilsson | Goodnight Vienna                                                                 | Richard Perry                          | 1974 | 2:20  |
| Electricity | Glen Ballard, Richard Starkey | Give More Love                                                                   | Ringo Starr                            | 2017 | 3:38  |
| Elizabeth Reigns | Richard Starkey, Mark Hudson, Gary Burr, Steve Dudas, Dean Grakal | Ringo Rama                                                                       | Mark Hudson, Ringo Starr               | 2003 | 3:57  |
| English Garden | Richard Starkey, Mark Hudson, Gary Burr, Steve Dudas, Dean Grakal | Ringo Rama                                                                       | Mark Hudson, Ringo Starr               | 2003 | 3:17  |
| Everybody’s in a Hurry But Me | Joe Walsh, Richard Starkey, John Entwistle, Eric Clapton, Chris Stainton | Old Wave                                                                         | Joe Walsh                              | 1983 | 2:34  |
| Everybody Wins | Johnny Warman, Richard Starkey | Don’t Go Where The Road Don’t Go (Single-CD)                                     |                                        | 1992 | 4:38  |
| Everyday | Richard Starkey, Mark Hudson, Dean Grakal, Steve Dudas | Vertical Man                                                                     | Mark Hudson, Ringo Starr               | 1998 | 4:09  |
| Everyone And Everything | Linda Perry | EP3                                                                              | Peter Asher                            | 2022 | 2:49  |
| Everyone Wins | Richard Starkey, Johnny Warman | In Deutschland auf der CD-Single Don’t Go Where the Road Don’t Go veröffentlicht | Peter Asher                            | 1992 | 4:38  |
| Everyone Wins | Richard Starkey, Johnny Warman | Y Not                                                                            | Ringo Starr, Bruce Sugar               | 2010 | 3:54  |
| Eye to Eye | Richard Starkey, Mark Hudson, Steve Dudas, Dean Grakal | Ringo Rama                                                                       | Mark Hudson, Ringo Starr               | 2003 | 3:19  |
| Fading In Fading Out | Richard Starkey, Mark Hudson, Gary Burr | Choose Love                                                                      | Mark Hudson, Ringo Starr               | 2005 | 3:57  |
| Fastest Growing Heartache in the West | Larry Kingston, Fred Dycus | Beaucoups of Blues                                                               | Pete Drake                             | 1970 | 2:34  |
| Feeling The Sunlight | Paul McCartney | Rewind Forward                                                                   | Paul McCartney                         | 2023 | 3:06  |
| Fiddle About | John Entwistle | Tommy – Rock Opera                                                               | Lou Reizner                            | 1972 | 1:28  |
| Fill in the Blanks | Richard Starkey, Joe Walsh | Y Not                                                                            | Ringo Starr, Bruce Sugar               | 2010 | 3:14  |
| For Love | Richard Starkey, Mark Hudson | Liverpool 8                                                                      | Ringo Starr, Mark Hudson, Dave Stewart | 2008 | 3:49  |
| Free Drinks | Richard Starkey, Mark Hudson, Gary Burr, Steve Dudas, Dean Grakal | Choose Love                                                                      | Mark Hudson, Ringo Starr               | 2005 | 4:47  |
| Free Your Soul +Dave Koz & José Antonio Rodríguez | Bruce Sugar, Richard Starkey | EP3                                                                              |                                        | 2022 | 5:27  |
| Gave It All Up | Richard Starkey, Vini Poncia | Ringo the 4th                                                                    | Arif Mardin                            | 1977 | 4:41  |
| Ghetto Woman +B.B. King, Gary Wright, Mac Rebennack | B.B. King, D. Clark | B.B. King & Robert Cray: Playin’ With My Friends (CD-Single)                     |                                        | 1993 | 5:11  |
| Girls Talk Ringo Starr and His All Starr Band | Elvis Costello (Dave Edmunds 1979) | Ringo Starr and His All Starr Band Live from Montreux                            |                                        | 1992 |       |
| Give It a Try | Richard Starkey, Mark Hudson, Steve Dudas | Liverpool 8                                                                      | Ringo Starr, Mark Hudson, Dave Stewart | 2008 | 3:26  |
| Give Me Back the Beat | Richard Starkey, Mark Hudson, Gary Burr, Steve Dudas, Dean Grakal | Choose Love                                                                      | Mark Hudson, Ringo Starr               | 2005 | 3:54  |
| Give More Love | Gary Nicholson, Richard Starkey | Give More Love                                                                   | Ringo Starr                            | 2017 | 4:03  |
| Glamorous Life Ringo Starr and His All-Starr Band | Prince 1983 | Ringo Starr and His All-Starr Band Tour 2003                                     |                                        | 2003 |       |
| Going Down | Joe Walsh, Richard Starkey | Old Wave                                                                         | Joe Walsh                              | 1983 | 3:34  |
| Golden Blunders | Jonathan Auer, Kenneth Stringfellow (The Posies 1990) | Time Takes Time                                                                  | Peter Asher                            | 1992 | 4:06  |
| Gone Are the Days | Richard Starkey, Mark Hudson, Dave Stewart | Liverpool 8                                                                      | Ringo Starr, Mark Hudson, Dave Stewart | 2008 | 2:49  |
| Good News | Bruce Grakal, Mark Hudson, Richard Starkey, Steve Dudas | Vertical Man                                                                     |                                        | 1998 |       |
| Goodnight Vienna | John Lennon | Goodnight Vienna                                                                 | Richard Perry                          | 1974 | 2:35  |
| Goodnight Vienna (Reprise) | John Lennon | Goodnight Vienna                                                                 | Richard Perry                          | 1974 | 1:20  |
| Gotta Get Up To Get Down | Joe Walsh, Richard Starkey | What’s My Name                                                                   | Ringo Starr                            | 2019 | 4:20  |
| Grow Old With Me | John Lennon 1984 | What’s My Name                                                                   | Ringo Starr                            | 2019 | 3:20  |
| Gypsies in Flight | Richard Starkey, Vini Poncia | Ringo the 4th                                                                    | Arif Mardin                            | 1977 | 3:02  |
| Hand Gun Promos | | Stop And Smell The Roses                                                         |                                        | 1994 |       |
| Hard Times | Peter Skellern 1975 | Bad Boy                                                                          | Vini Poncia                            | 1978 | 3:31  |
| Hard to Be True | Richard Starkey, Mark Hudson, Gary Burr | Choose Love                                                                      | Mark Hudson, Ringo Starr               | 2005 | 3:28  |
| Harry’s Song | Richard Starkey, Mark Hudson, Gary Burr, Steve Dudas | Liverpool 8                                                                      | Ringo Starr, Mark Hudson, Dave Stewart | 2008 | 4:00  |
| Have I Told You Lately That I Love You? | Scott Wiseman (Gene Autry 1945) | Sentimental Journey                                                              | George Martin                          | 1970 | 2:44  |
| Have You Seen My Baby | Randy Newman 1970 | Ringo                                                                            | Richard Perry                          | 1973 | 3:44  |
| Heart on My Sleeve | Benny Gallagher, Graham Lyle (Gallagher & Lyle 1976) | Bad Boy                                                                          | Vini Poncia                            | 1978 | 3:20  |
| Here’s To The Nights | Diane Warren | Zoom In                                                                          | Ringo Starr, Bruce Sugar               | 2020 | 4:05  |
| Hey! Baby | Margaret Cobb (Bruce Channel 1961) | Ringo’s Rotogravure                                                              | Arif Mardin                            | 1976 | 3:11  |
| Hey, Would You Hold it Down? | Roger Miller 1979 | King of the Road – A Tribute to Roger Miller                                     |                                        | 2018 |       |
| Honey Don’t Ringo Starr and His All-Starr Band | Carl Perkins 1955 | Ringo Starr and His All-Starr Band                                               |                                        | 1990 |       |
| Honey Don’t +Carl Perkins | Carl Perkins 1955 | Carl Perkins: Go Cat Go!                                                         |                                        | 1996 |       |
| Hopeless | Joe Walsh, Richard Starkey | Old Wave                                                                         | Joe Walsh                              | 1983 | 3:19  |
| Hungry Eyes Ringo Starr and His All-Starr Band | Franke Previte, John DeNicola (Eric Carmen 1987) | The Anthology... So Far                                                          |                                        | 2000 |       |
| Husbands and Wives | Roger Miller 1966 | Goodnight Vienna                                                                 | Richard Perry                          | 1974 | 3:34  |
| I Call Your Name +Jeff Lynne, Tom Petty, Joe Walsh, Jim Keltner | John Lennon, Paul McCartney (Billy J. Kramer with The Dakotas 1963) | The World’s Greatest Artists Sing Lennon – A Tribute                             |                                        | 1990 |       |
| I Can’t Tell You Why Ringo Starr and His All Starr Band | Glenn Frey, Don Henley, Timothy B. Schmit (Eagles 1979) | Ringo Starr and His All Starr Band Live from Montreux                            |                                        | 1992 |       |
| I Don’t Believe You | Andy Sturmer, Roger Manning | Time Takes Time                                                                  | Don Was                                | 1992 | 2:48  |
| I Keep Forgettin’ | Jerry Leiber, Mike Stoller (Chuck Jackson 1962) | Old Wave                                                                         | Joe Walsh                              | 1983 | 4:20  |
| I Really Love Her | Richard Starkey, Mark Hudson | Ringo Rama                                                                       | –                                      | 2003 |       |
| I Saw Her Standing There +Paul McCartney, Donovan, Sheryl Crow, Ben Harper, Eddie Vedder, Paul Horn, Moby, Bettye Lavette, Angelo Badalamenti, Jim James & The TM Choir                                                  | John Lennon, Paul McCartney (The Beatles 1963) | Change Begins Within: A Benefit Concert For The David Lynch Foundation           |                                        | 2017 |       |
| I Shall Be Released The Band feat. Bob Dylan, Neil Young, Joni Mitchell, Ronnie Hawkins, Dr. John, Neil Diamond, Paul Butterfield, Bobby Charles, Eric Clapton, Van Morrison, Ron Wood                                   | Bob Dylan (Boz 1968) | The Last Waltz                                                                   |                                        | 1978 |       |
| I Think Therefore I Rock and Roll | Richard Starkey, Mark Hudson, Dean Grakal, Paul Santo | Ringo Rama                                                                       | Mark Hudson, Ringo Starr               | 2003 | 3:25  |
| I Wanna Be Santa Claus | Richard Starkey, Mark Hudson, Dick Monda | I Wanna Be Santa Claus                                                           | Mark Hudson, Ringo Starr               | 1999 | 3:46  |
| I Wanna Be Your Man Ringo Starr and His All-Starr Band | John Lennon, Paul McCartney (The Rolling Stones 1963) | Ringo Starr and His All-Starr Band Tour 2003                                     |                                        | 2003 |       |
| I Wanna Be Your Man Ringo Starr and His Third All-Starr Band | John Lennon, Paul McCartney (The Rolling Stones 1963) | Ringo Starr and His Third All-Starr Band Volume 1                                |                                        | 1997 |       |
| I Was Walkin’ | Richard Starkey, Mark Hudson, Dean Grakal | Vertical Man                                                                     | Mark Hudson, Ringo Starr               | 1998 | 3:19  |
| I Wouldn’t Have You Any Other Way | Chuck Howard | Beaucoups of Blues                                                               | Pete Drake                             | 1970 | 2:57  |
| I’d Be Talking All the Time | Chuck Howard, Larry Kingston | Beaucoups of Blues                                                               | Pete Drake                             | 1970 | 2:10  |
| If It’s Love That You Want | Richard Starkey, Mark Hudson, Gary Burr, Steve Dudas | Liverpool 8                                                                      | Ringo Starr, Mark Hudson, Dave Stewart | 2008 | 3:06  |
| I’ll Be Fine Anywhere | Richard Starkey, Mark Hudson, Steve Dudas | Vertical Man                                                                     | Mark Hudson, Ringo Starr               | 1998 | 3:39  |
| I’ll Still Love You | George Harrison | Ringo’s Rotogravure                                                              | Arif Mardin                            | 1976 | 2:57  |
| I’m a Fool to Care | Ted Daffan's Texans 1940 | Sentimental Journey                                                              | George Martin                          | 1970 | 2:39  |
| I’m Home | Richard Starkey, Mark Hudson, Steve Dudas | Ringo Rama                                                                       | Mark Hudson, Ringo Starr               | 2003 | 3:23  |
| I’m the Greatest | John Lennon | Ringo                                                                            | Richard Perry                          | 1973 | 3:21  |
| I’m Yours | Richard Starkey, Mark Hudson, Mark Nevin | Vertical Man                                                                     | Mark Hudson, Ringo Starr               | 1998 | 3:24  |
| Iko Iko Ringo Starr and His All-Starr Band | Sugar Boy and His Cane Cutters 1953 | Ringo Starr and His All-Starr Band                                               |                                        | 1990 |       |
| Imagine Me There | Richard Starkey, Mark Hudson, Gary Burr | Ringo Rama                                                                       | Mark Hudson, Ringo Starr               | 2003 | 3:55  |
| In a Heartbeat | Diane Warren | Time Takes Time                                                                  | Don Was                                | 1992 | 4:29  |
| In Liverpool | Richard Starkey, Dave Stewart | Ringo 2012                                                                       | Ringo Starr                            | 2012 | 3:19  |
| In My Car | Joe Walsh, Richard Starkey, Mo Foster, Kim Goody | Old Wave                                                                         | Joe Walsh                              | 1983 | 3:13  |
| In the City Ringo Starr and His All Starr Band | Barry De Vorzon (Joe Walsh 1979) | Ringo Starr and His All Starr Band Live from Montreux                            |                                        | 1992 |       |
| Instant Amnesia | Richard Starkey, Mark Hudson, Steve Dudas, Dean Grakal | Ringo Rama                                                                       | Mark Hudson, Ringo Starr               | 2003 | 5:12  |
| Island in the Sun | Richard Starkey, Todd Rundgren, Richard Page, Steve Lukather, Gregg Rolie, Warren Ham, Gregg Bissonette                                                                        | Postcards from Paradise                                                          | Ringo Starr                            | 2015 | 4:02  |
| It Don’t Come Easy | Ringo Starr | Blast From Your Past                                                             | George Harrison                        | 1971 | 3:00  |
| It Don’t Come Easy Ringo Starr and His Third All-Starr Band | Ringo Starr 1971 | Ringo Starr and His Third All-Starr Band Volume 1                                |                                        | 1997 |       |
| It’s All In The Sky Above | |                                                                                  |                                        |      |       |
| It’s No Secret | Richard Starkey, Vini Poncia | Ringo the 4th                                                                    | Arif Mardin                            | 1977 | 3:42  |
| It’s Not Love That You Want | Richard Starkey, Dave Stewart | What’s My Name                                                                   | Ringo Starr                            | 2019 | 3:35  |
| Just a Dream | Richard Starkey, Vini Poncia | B-Seite der Singles Wings und Drowning in the Sea of Love                        | Arif Mardin                            | 1977 | 4:17  |
| Just That Way | Ringo Starr, Bruce Sugar | Change The World                                                                 | Ringo Starr                            | 2021 | 3:29  |
| Keep On Trying Ringo Starr and His All-Starr Band | Timothy B. Schmit (Poco 1975) | Live from Montreux                                                               |                                        | 1993 |       |
| King of Broken Hearts | Richard Starkey, Mark Hudson, Dean Grakal, Steve Dudas | Vertical Man                                                                     | Mark Hudson, Ringo Starr               | 1998 | 4:44  |
| King Of The Kingdom | Van Dyke Parks, Richard Starkey | Give More Love                                                                   | Ringo Starr                            | 2017 | 4:35  |
| La De Da | Richard Starkey, Mark Hudson, Dean Grakal, Steve Dudas | Vertical Man                                                                     | Mark Hudson, Ringo Starr               | 1998 | 5:41  |
| Lady Gaye | Vini Poncia, Richard Starkey, Clifford T. Ward | Ringo’s Rotogravure                                                              | Arif Mardin                            | 1976 | 2:57  |
| Las Brisas | Nancy Andrews, Richard Starkey | Ringo’s Rotogravure                                                              | Arif Mardin                            | 1976 | 3:33  |
| Laughable | Peter Frampton, Richard Starkey | Give More Love                                                                   | Ringo Starr                            | 2017 | 2:58  |
| Lay Down Your Arms (mit Stevie Nicks) | Harry Nilsson | For the Love of Harry: Everybody Sings Nilsson                                   | Don Was                                | 1995 | 3:25  |
| Let It Be +Dolly Parton, Paul McCartney | John Lennon, Paul McCartney (The Beatles 1969) | Let It Be (CD-Single)                                                            |                                        | 2023 |       |
| Let Love Lead | Richard Starkey, Gary Nicholson | Postcards from Paradise                                                          | Ringo Starr                            | 2015 | 4:11  |
| Let the Rest of the World Go By | Ernest Ball, Karen Brennan (Campbell and Burr 1919) | Sentimental Journey                                                              | George Martin                          | 1970 | 2:55  |
| Let’s Be Friends | | EP3                                                                              |                                        | 2022 | 4:14  |
| Let’s Change The World | Steve Lukather, Joseph Williams | Change The World                                                                 | Ringo Starr                            | 2021 | 4:14  |
| Life in the Fast Lane Ringo Starr and His All-Starr Band | Glenn Frey, Don Henley, Joe Walsh (Eagles 1976) | Ringo Starr and His All-Starr Band                                               |                                        | 1990 |       |
| Life Is Good | Gary Burr, Richard Starkey | What’s My Name                                                                   | Ringo Starr                            | 2019 | 2019  |
| Lipstick Traces (On a Cigarette) | Naomi Neville (Benny Spellman 1961) | Bad Boy                                                                          | Vini Poncia                            | 1978 | 3:01  |
| The Little Drummer Boy | Harry Simeone, Henry Onorati, Katherine K. Davis (The Trapp Family Singers 1951)                                                                                               | I Wanna Be Santa Claus                                                           | Mark Hudson, Ringo Starr               | 1999 | 3:19  |
| Liverpool 8 | Richard Starkey, Dave Stewart | Choose Love                                                                      | Ringo Starr, Mark Hudson, Dave Stewart | 2008 | 4:49  |
| Living In The Pet Shop | Ringo Starr, Donald Pleasence | Scouse the Mouse                                                                 | Hugh Murphy                            | 1977 | 4:03  |
| The Living Years | B.A. Robertson, Mike Rutherford (Mike + The Mechanics 1988) | Ringo Starr and His All-Starr Band Tour 2003                                     |                                        | 2003 |       |
| Locomotion Ringo Starr and His Third All-Starr Band | Gerry Goffin, Carole King (Little Eva 1962) | Ringo Starr and His Third All-Starr Band Volume 1                                |                                        | 1997 |       |
| Loser’s Lounge | Bobby Pierce (Cal Smith 1969) | Beaucoups of Blues                                                               | Pete Drake                             | 1970 | 2:23  |
| Love Bizarre Ringo Starr and His All-Starr Band | Prince (Sheila E. 1985) | Ringo Starr and His All-Starr Band Tour 2003                                     |                                        | 2003 |       |
| Love Don’t Last Long | Chuck Howard | Beaucoups of Blues                                                               | Pete Drake                             | 1970 | 2:45  |
| Love First, Ask Questions Later | Richard Starkey, Mark Hudson, Gary Burr, Dean Grakal | Ringo Rama                                                                       | Mark Hudson, Ringo Starr               | 2003 | 4:45  |
| Love Is | Richard Starkey, Mark Hudson, Gary Burr, Steve Dudas | Liverpool 8                                                                      | Ringo Starr, Mark Hudson, Dave Stewart | 2008 | 3:52  |
| Love Is a Many Splendoured Thing | Sammy Fain, Paul Francis Webster (The Four Aces 1955) | Sentimental Journey                                                              | George Martin                          | 1970 | 3:05  |
| Love Me Do | John Lennon/Paul McCartney (The Beatles 1962) | Vertical Man                                                                     | Mark Hudson, Ringo Starr               | 1998 | 3:45  |
| Magic | Steve Lukather, Richard Starkey | What’s My Name                                                                   | Ringo Starr                            | 2019 | 4:10  |
| Me and You | Richard Starkey, Mark Hudson, Steve Dudas | Choose Love                                                                      | Mark Hudson, Ringo Starr               | 2005 | 2:15  |
| Memphis in Your Mind | Richard Starkey, Mark Hudson, Gary Burr, Steve Dudas, Dean Grakal | Ringo Rama                                                                       | Mark Hudson, Ringo Starr               | 2003 | 3:13  |
| Mindfield | Richard Starkey, Mark Hudson, Dean Grakal, Steve Dudas | Vertical Man                                                                     | Mark Hudson, Ringo Starr               | 1998 | 4:06  |
| Miss Jean | Mike Campbell | Rewind Forward                                                                   | Ringo Starr, Bruce Sugar               | 2023 | 4:45  |
| Missing You Ringo Starr and His All-Starr Band | Mark Leonard, Chas Sandford (John Waite 1984) | Ringo Starr and His All-Starr Band Tour 2003                                     |                                        | 2003 |       |
| Missouri Loves Company | Richard Starkey, Mark Hudson, Steve Dudas, Dean Grakal | Ringo Rama                                                                       | Mark Hudson, Ringo Starr               | 2003 | 3:33  |
| Money | Berry Gordy, Janie Bradford (Barrett Strong 1959) | What’s My Name                                                                   | Ringo Starr                            | 2019 | 2:58  |
| Monkey See – Monkey Do | Michael Franks 1976 | Bad Boy                                                                          | Vini Poncia                            | 1978 | 3:36  |
| Mr. Double-It-Up | Richard Starkey, Mark Hudson, Steve Dudas, Dean Grakal | Vertical Man                                                                     | Mark Hudson, Ringo Starr               | 1998 | 4:00  |
| My Little Grass Shack + Leon Redbone | |                                                                                  |                                        |      |       |
| Mystery of the Night | Richard Starkey, Richard Marx | Y Not                                                                            | Ringo Starr, Bruce Sugar               | 2010 | 4:05  |
| Nashville Jam | Howard, Pickard, Jim Buchanan, Charlie Daniels, Drake, D.J. Fontana, Buddy Harman, Junior Huskey, Ben Keith, Dave Kirby, Charlie McCoy, Jerry Reed, George Richey, Jerry Shook | Beaucoups of Blues                                                               | Pete Drake                             | 1995 | 6:39  |
| Never Without You | Richard Starkey, Mark Hudson, Gary Nicholson | Ringo Rama                                                                       | Mark Hudson, Ringo Starr               | 2003 | 5:24  |
| Night and Day | Cole Porter (Fred Astaire 1932) | Sentimental Journey                                                              | George Martin                          | 1970 | 2:25  |
| No No Song | Hoyt Axton, David Jackson | Goodnight Vienna                                                                 | Richard Perry                          | 1974 | 2:33  |
| No Sugar Tonight Ringo Starr and His Third All-Starr Band | Randy Bachman, Burton Cummings (The Guess Who 1970) | Ringo Starr and His Third All-Starr Band Volume 1                                |                                        | 1997 |       |
| Not Enough Love In The World | Joseph Williams, Steve Lukather | Zoom In                                                                          |                                        | 2021 | 4:16  |
| Not Looking Back | Richard Starkey, Richard Marx | Postcards from Paradise                                                          | Ringo Starr                            | 2015 | 3:50  |
| Nothin’ from Nothin’ Ringo Starr and His Third All-Starr Band | Bruce Fisher (Billy Preston 1974) | Ringo Starr and His Third All-Starr Band Volume 1                                |                                        | 1997 |       |
| Now That She’s Gone Away | Richard Starkey, Mark Hudson, Gary Burr | Liverpool 8                                                                      | Ringo Starr, Mark Hudson, Dave Stewart | 2008 | 3:02  |
| Occapella | Allen Toussaint (Lee Dorsey 1970) | Goodnight Vienna                                                                 | Richard Perry                          | 1974 | 2:55  |
| Octopus’s Garden | Ringo Starr (The Beatles 1969) |                                                                                  |                                        | 1998 |       |
| Oh My Lord | Richard Starkey, Mark Hudson, Gary Burr, Steve Dudas, Dean Grakal | Choose Love                                                                      | Mark Hudson, Ringo Starr               | 2005 | 5:32  |
| Oh My My | Richard Starkey, Vini Poncia | Ringo                                                                            | Richard Perry                          | 1973 | 4:16  |
| OK Ray | Richard Starkey, Mark Hudson, Steve Dudas, Hart, Foote | Ringo Rama                                                                       | Mark Hudson, Ringo Starr               | 2003 | 3:02  |
| Old Time Relovin’ | Vini Poncia, Richard Starkey | Bad Boy                                                                          | Vini Poncia                            | 1978 | 4:16  |
| One | Richard Starkey, Mark Hudson, Dean Grakal, Steve Dudas | Vertical Man                                                                     | Mark Hudson, Ringo Starr               | 1998 | 3:02  |
| Only You (And You Alone) | Buck Ram, Ande Rand (The Platters 1955) | Goodnight Vienna                                                                 | Richard Perry                          | 1974 | 3:26  |
| Oo-Wee | Vini Poncia, Richard Starkey | Goodnight Vienna                                                                 | Richard Perry                          | 1974 | 3:45  |
| The Other Side of Liverpool | Richard Starkey, Dave Stewart | Y Not                                                                            | Ringo Starr, Bruce Sugar               | 2010 | 3:23  |
| Out on the Streets | Richard Starkey, Vini Poncia | Ringo the 4th                                                                    | Arif Mardin                            | 1977 | 4:29  |
| Pasodobles | Richard Starkey, Mark Hudson, Gary Burr, Steve Dudas, Dean Grakal | Liverpool 8                                                                      | Ringo Starr, Mark Hudson, Dave Stewart | 2008 | 4:17  |
| Pax Um Biscum (Peace Be with You) | Richard Starkey, Mark Hudson, Scott Gordon | I Wanna Be Santa Claus                                                           | Mark Hudson, Ringo Starr               | 1999 | 4:46  |
| Peace Dream | Richard Starkey, Gary Wright, Gary Nicholson | Y Not                                                                            | Ringo Starr, Bruce Sugar               | 2010 | 3:34  |
| People Gotta to Be Free Ringo Starr and His Third All-Starr Band | Eddie Brigati, Felix Cavaliere (The Rascals 1968) | Ringo Starr and His Third All-Starr Band Volume 1                                |                                        | 1997 |       |
| Photograph | Richard Starkey, George Harrison | Ringo                                                                            | Richard Perry                          | 1973 | 3:56  |
| Photograph +Vandaveer | Richard Starkey, George Harrison | Give More Love                                                                   | Ringo Starr                            | 2017 | 3:35  |
| Picture Show Life | John Reid, John Slate | Old Wave                                                                         | Joe Walsh                              | 1983 | 4:18  |
| Postcards from Paradise | Richard Starkey, Todd Rundgren | Postcards from Paradise                                                          | Ringo Starr                            | 2015 | 5:18  |
| Private Property | Paul McCartney | Stop and Smell the Roses                                                         | Paul McCartney                         | 1981 | 2:44  |
| Puppet | Richard Starkey, Mark Hudson, Steve Dudas | Vertical Man                                                                     | Mark Hudson, Ringo Starr               | 1998 | 3:19  |
| Pure Gold | Paul McCartney | Ringo’s Rotogravure                                                              | Arif Mardin                            | 1976 | 3:14  |
| Quarter to Three Ringo Starr and His All-Starr Band | Gary U.S. Bonds, Gene Barge, Frank Guida, Joseph Royster (The Church Street Five 1960)                                                                                         | Ringo Starr and His All-Starr Band                                               |                                        | 1990 |       |
| Raining in My Heart Ringo Starr and His All-Starr Band | Boudleaux Bryant, Felice Bryant (Buddy Holly 1958) | Ringo Starr and His All-Starr Band                                               |                                        | 1990 |       |
| Really Love Her | Mark Hudson, Richard Starkey | Ringo Rama                                                                       |                                        | 2003 | 1:10  |
| Red and Black Blues | Lane Tietgen | Stop and Smell the Roses                                                         | Stephen Stills                         | 1994 | 3:20  |
| Rewind Forward | Richard Starkey, Bruce Sugar | Rewind Forward                                                                   | Ringo Starr, Bruce Sugar               | 2023 | 3:33  |
| Right Side of the Road | Richard Starkey, Richard Marx | Postcards from Paradise                                                          | Ringo Starr                            | 2015 | 3:12  |
| Rock Around The Clock | Max Freedman, James Myers (Sonny Dae And His Knights 1954) | Change The World                                                                 | Ringo Starr                            | 2021 | 2:14  |
| Rock Island Line | Clarence Wilson (Kelly Pace and Group 1934) | Ringo 2012                                                                       | Ringo Starr                            | 2012 | 2:59  |
| Roll Over Beethoven + Jerry Lee Lewis | Chuck Berry and His Combo 1956 | Jerry Lee Lewis: Mean Old Man                                                    |                                        | 2010 |       |
| Rory and the Hurricanes | Richard Starkey, Dave Stewart | Postcards from Paradise                                                          | Ringo Starr                            | 2015 | 4:09  |
| Rudolph the Red-Nosed Reindeer | Johnny Marks (Gene Autry and The Pinafores with Orchestral Acc.1949) | I Wanna Be Santa Claus                                                           | Mark Hudson, Ringo Starr               | 1999 | 2:21  |
| Run To Me +Steve Lukather, Joseph Williams | David Paich, Steve Lukather, Joseph Williams | Steve Lukather: I Found The Sun Again                                            |                                        | 2020 | 3:17  |
| Runaways | Richard Starkey, Johnny Warman | Time Takes Time                                                                  | Phil Ramone                            | 1992 | 4:51  |
| Running Free | Ringo Starr, Donald Pleasence | Scouse the Mouse                                                                 | Hugh Murphy                            | 1977 | 3:21  |
| R U Ready? | Richard Starkey, Mark Hudson, Gary Burr, Steve Dudas | Liverpool 8                                                                      | Ringo Starr, Mark Hudson, Dave Stewart | 2008 | 3:59  |
| Samba | Richard Starkey, Van Dyke Parks | Ringo 2012                                                                       | Ringo Starr                            | 2012 | 2:48  |
| Satisfied | Richard Starkey, Mark Hudson, Gary Nicholson | Choose Love                                                                      | Mark Hudson, Ringo Starr               | 2005 | 3:19  |
| Scouse’s Dream | Ringo Starr, Donald Pleasence | Scouse the Mouse                                                                 | Hugh Murphy                            | 1977 | 3:38  |
| Scouse the Mouse | Ringo Starr, Donald Pleasence | Scouse the Mouse                                                                 | Hugh Murphy                            | 1977 | 2:50  |
| Send Love Spread Peace | Gary Nicholson, Richard Starkey | What’s My Name                                                                   | Ringo Starr                            | 2019 | 2:59  |
| Sentimental Journey | Bud Green, Bon Homer (Les Brown & His Orchestra, Doris Day 1945) | Sentimental Journey                                                              | George Martin                          | 1970 | 3:26  |
| Shadows On The Wall | Joseph Williams, Ray Williams, Steve Lukather | Rewind Forward                                                                   | Ringo Starr, Bruce Sugar               | 2023 | 3:26  |
| Shake It Up | Gary Nicholson, Richard Starkey | Give More Love                                                                   | Ringo Starr                            | 2017 | 3:01  |
| She’s About a Mover | Doug Sahm (Sir Douglas Quintet 1965) | Old Wave                                                                         | Joe Walsh                              | 1983 | 3:53  |
| Shine Silently Ringo Starr and His All-Starr Band | Nils Lofgren, Dick Wagner (Nils Lofgren 1979) | Ringo Starr and His All-Starr Band                                               |                                        | 1990 |       |
| Shooting Star Ringo Starr and His All-Starr Band | Paul Rodgers (Bad Company 1975) | The Anthology... So Far                                                          |                                        | 2000 |       |
| Show Me The Way | Steve Lukather, Richard Starkey | Give More Love                                                                   | Ringo Starr                            | 2017 | 4:42  |
| Silent Homecoming | Sorrells Pickard | Beaucoups of Blues                                                               | Pete Drake                             | 1970 | 3:55  |
| Simple Love Song | Richard Starkey, Vini Poncia | Ringo the 4th                                                                    | Arif Mardin                            | 1977 | 2:57  |
| Six O’Clock | Paul McCartney, Linda McCartney | Ringo                                                                            | Richard Perry                          | 1973 | 4:06  |
| Slow Down | Richard Starkey, Joe Walsh | Ringo 2012                                                                       | Ringo Starr                            | 2012 | 2:57  |
| Sneaking Sally Through the Alley | Allen Toussaint (Lee Dorsey 1970) | Ringo the 4th                                                                    | Arif Mardin                            | 1977 | 4:17  |
| Snookeroo | Elton John, Bernie Taupin | Goodnight Vienna                                                                 | Richard Perry                          | 1974 | 3:27  |
| So Wrong For So Long | Richard Starkey, Dave Stewart | Give More Love                                                                   | Ringo Starr                            | 2017 | 4:02  |
| Some People | Richard Starkey, Mark Hudson, Gary Burr, Steve Dudas, Dean Grakal | Choose Love                                                                      | Mark Hudson, Ringo Starr               | 2005 | 3:18  |
| Sometimes | Bruce Grakal, Mark Hudson, Richard Starkey, Steve Dudas | Vertical Man                                                                     |                                        | 1998 |       |
| S.O.S. | Ringo Starr, Donald Pleasence | Scouse the Mouse                                                                 | Hugh Murphy                            | 1977 | 2:42  |
| Speed Of Sound | Richard Marx, Richard Starkey | Give More Love                                                                   | Ringo Starr                            | 2017 | 3:45  |
| Spooky Weirdness | Richard Starkey | Ringo’s Rotogravure                                                              | Arif Mardin                            | 1976 | 1:26  |
| Standing Still | Gary Burr, Richard Starkey | Give More Love                                                                   | Ringo Starr                            | 2017 | 3:06  |
| Stardust | Mitchell Parish (Hoagy Carmichael 1927) | Sentimental Journey                                                              | George Martin                          | 1970 | 3:22  |
| Step Lightly | Richard Starkey | Ringo                                                                            | Richard Perry                          | 1973 | 3:15  |
| Step Lightly (2012) | Richard Starkey | Ringo 2012                                                                       | Ringo Starr                            | 2012 | 2:44  |
| Stop and Take the Time to Smell the Roses | Harry Nilsson, Richard Starkey | Stop and Smell the Roses                                                         | Harry Nilsson                          | 1981 | 3:08  |
| Stranger +Edgar Winter, Michael McDonald, Joe Walsh | Johnny Winter 1974 | Edgar Winter: Brother Johnny                                                     |                                        | 2022 |       |
| The Stroke Ringo Starr and His All-Starr Band | Billy Squier 1981 | Live at the Greek Theatre 2008                                                   |                                        | 2008 |       |
| Sunshine Life for Me (Sail Away Raymond) | George Harrison (Don McLean 1974) | Ringo                                                                            | Richard Perry                          | 1973 | 2:45  |
| Sure to Fall (In Love with You) | Quinton Claunch, William Cantrell (Carl Perkins 1956) | Stop and Smell the Roses                                                         | Paul McCartney                         | 1981 | 3:42  |
| Sweet Little Sixteen +Jerry Lee Lewis | Chuck Berry 1957 | Jerry Lee Lewis: Last Man Standing                                               |                                        | 2006 |       |
| Tango All Night | Steve Hague, Tom Seufert | Ringo the 4th                                                                    | Arif Mardin                            | 1977 | 2:58  |
| Teach Me To Tango | Grant Michaels | Zoom In                                                                          |                                        | 2021 | 3:07  |
| Tears in Heaven +Mary J. Blige, Andrea Bocelli, Phil Collins, Robert Downey, Jr., Josh Groban, Elton John, Katie Melua, Kelly Osbourne, Ozzy Osbourne, Pink, Gavin Rossdale, Gwen Stefani, Steven Tyler, Velvet Revolver | Will Jennings (Eric Clapton 1992) | Hurricane Relief – Come Together Now                                             |                                        | 2005 |       |
| Thank God For Music | Sam Hollander, Richard Starkey | What’s My Name                                                                   | Ringo Starr                            | 2019 | 3:39  |
| Time | Richard Starkey, Dave Stewart | Y Not                                                                            | Ringo Starr, Bruce Sugar               | 2010 | 3:49  |
| Think About You | Richard Starkey, Mark Hudson, Gary Burr, Steve Dudas | Liverpool 8                                                                      | Ringo Starr, Mark Hudson, Dave Stewart | 2008 | 3:40  |
| Think It Over | Buddy Holly, Norman Petty (The Crickets 1958) | Ringo 2012                                                                       | Ringo Starr                            | 2012 | 1:48  |
| This Be Called a Song | Eric Clapton | Ringo’s Rotogravure                                                              | Arif Mardin                            | 1976 | 3:14  |
| Time | David A. Stewart, Richard Starkey | Y Not                                                                            | Ringo Starr, Bruce Sugar               | 2010 | 3:49  |
| Tommy’s Holiday Camp | Keith Moon | Tommy – Rock Opera                                                               | Lou Reizner                            | 1972 | 1:04  |
| Tonight | John Pidgeon, Ian McLagan (Small Faces 1977) | Bad Boy                                                                          | Vini Poncia                            | 1978 | 2:56  |
| Touch and Go | Richard Starkey, Gary Burr | Postcards from Paradise                                                          | Ringo Starr                            | 2015 | 3:36  |
| Trippin’ on My Own Tears | Richard Starkey, Mark Hudson, Gary Burr, Dean Grakal | Ringo Rama                                                                       | Mark Hudson, Ringo Starr               | 2003 | 3:31  |
| Tuff Love | Richard Starkey, Mark Hudson, Gary Burr, Steve Dudas | Liverpool 8                                                                      | Ringo Starr, Mark Hudson, Dave Stewart | 2008 | 4:33  |
| The Turnaround | Richard Starkey, Mark Hudson, Gary Burr, Steve Dudas, Dean Grakal | Choose Love                                                                      | Mark Hudson, Ringo Starr               | 2005 | 3:54  |
| Tutti Frutti +Marc Bolan, Elton John | Dorothy LaBostrie, Joe Lubin (Little Richard and His Band 1955) | Born to Boogie (DVD)                                                             |                                        | 1972 |       |
| Vertical Man | Richard Starkey, Mark Hudson, Dean Grakal, Steve Dudas | Vertical Man                                                                     | Mark Hudson, Ringo Starr               | 1998 | 4:42  |
| Waiting | Chuck Howard | Beaucoups of Blues                                                               | Pete Drake                             | 1970 | 2:54  |
| Waiting For The Tide To Turn | Bruce Sugar, Richard Starkey | Zoom In                                                                          |                                        | 2021 | 3:54  |
| Wake Up | Richard Starkey | Stop and Smell the Roses                                                         | Stephen Stills                         | 1994 | 3:45  |
| Walk with You (mit Paul McCartney) | Richard Starkey, Van Dyke Parks | Y Not                                                                            | Ringo Starr, Bruce Sugar               | 2010 | 4:42  |
| The Weight Ringo Starr and His All-Starr Band | Robbie Robertson (The Band 1968) | Ringo Starr and His All-Starr Band                                               |                                        | 1990 |       |
| Weight of the World | Brian O’Doherty, Fred Velez | Time Takes Time                                                                  | Don Was                                | 1992 | 3:54  |
| We’re On The Road Again | Steve Lukather, Richard Starkey | Give More Love                                                                   | Ringo Starr                            | 2017 | 4:23  |
| What Goes Around | Rick Suchow | Time Takes Time                                                                  | Don Was                                | 1992 | 5:50  |
| What in the… World | Richard Starkey, Mark Hudson, Dean Grakal, Steve Dudas | Vertical Man                                                                     | Mark Hudson, Ringo Starr               | 1998 | 3:29  |
| What Love Wants to Be | Richard Starkey, Mark Hudson, Gary Burr | Ringo Rama                                                                       | Mark Hudson, Ringo Starr               | 2003 | 3:03  |
| What’s My Name | Colin Hay | What’s My Name                                                                   | Ringo Starr                            | 2019 | 3:45  |
| When I See You Smile Ringo Starr and His All-Starr Band | Diane Warren (Bad English 1989) | Ringo Starr and His All-Starr Band Tour 2003                                     |                                        | 2003 |       |
| When You Wish upon a Star (mit Herb Alpert) | Leigh Harline, Ned Washington (Cliff Edwards with Victor Young and His Orchestra – And The Ken Darby Singers 1939)                                                             | Stay Awake: Various Interpretations of Music from Vintage Disney Films           | Hal Willner                            | 1988 | 3:46  |
| Where Did Our Love Go | Eddie Holland, Lamont Dozier, Brian Holland (The Supremes 1964) | Bad Boy                                                                          | Vini Poncia                            | 1978 | 3:15  |
| Whispering Grass (Don’t Tell the Trees) | Fred Fisher, Doris Fisher (The Rolling Styles of Reggie Childs and His Orchestra, Marion Kaye 1939)                                                                            | Sentimental Journey                                                              | George Martin                          | 1970 | 2:37  |
| White Christmas | Irving Berlin (Bing Crosby with Ken Darby Singers and John Scott Trotter and His Orchestra 1942)                                                                               | I Wanna Be Santa Claus                                                           | Mark Hudson, Ringo Starr               | 1999 | 2:56  |
| Who Can It Be Now? Ringo Starr and His All-Starr Band | Colin Hay (Men at Work 1981) | Ringo Starr and His All-Starr Band Tour 2003                                     |                                        | 2003 |       |
| Who Needs a Heart | Vini Poncia, Richard Starkey | Bad Boy                                                                          | Vini Poncia                            | 1978 | 3:48  |
| Who’s Your Daddy (mit Joss Stone) | Richard Starkey, Joss Stone | Y Not                                                                            | Ringo Starr, Bruce Sugar               | 2010 | 2:29  |
| Will It Go Round in Circles Ringo Starr and His All-Starr Band | Bruce Fisher (Billy Preston 1972) | Ringo Starr and His All-Starr Band                                               |                                        | 1990 |       |
| Wine, Women and Loud Happy Songs | Larry Kingston | Beaucoups of Blues                                                               | Pete Drake                             | 1970 | 2:18  |
| Wings | Richard Starkey, Vini Poncia | Ringo the 4th                                                                    | Arif Mardin                            | 1977 | 3:26  |
| Wings (2012) | Richard Starkey, Vini Poncia | Ringo 2012                                                                       | Ringo Starr                            | 2012 | 3:31  |
| Winter Wonderland | Felix Bernard, Richard B. Smith (Richard Himber and His Ritz-Carlton Orchestra, Joey Nash 1934)                                                                                | I Wanna Be Santa Claus                                                           | Mark Hudson, Ringo Starr               | 1999 | 2:55  |
| With A Little Help From My Friends | John Lennon, Paul McCartney (The Beatles 1967) | Nobody’s Child (CD-Single)                                                       | Joe Walsh, Jim Niper                   | 1989 | 3:50  |
| With A Little Help From My Friends Ringo Starr and His All Starr Band | John Lennon, Paul McCartney (The Beatles 1967) | Ringo Starr and His All Starr Band Live from Montreux                            |                                        | 1992 |       |
| Without a Song +Billy Preston with John Lennon | Edward Eliscu, Billy Rose, Vincent Youmans (Lois Deppe & Russell Woodling's Jubilee Singers 1929)                                                                              | The Beatles: Let It Be [50th Anniversary Edition]                                |                                        | 1969 |       |
| Without Her | Sorrells Pickard | Beaucoups of Blues                                                               | Pete Drake                             | 1970 | 2:35  |
| Without Understanding | Richard Starkey, Mark Hudson, Steve Dudas | Vertical Man                                                                     | Mark Hudson, Ringo Starr               | 1998 | 4:22  |
| Woman of the Night | Sorrells Pickard | Beaucoups of Blues                                                               | Pete Drake                             | 1970 | 2:21  |
| Wonderful | Richard Starkey, Gary Nicholson | Ringo 2012                                                                       | Ringo Starr                            | 2012 | 3:47  |
| World Go Round | Joseph Williams, Steve Lukather | EP3                                                                              |                                        | 2022 | 4:11  |
| Wrack My Brain | George Harrison | Stop and Smell the Roses                                                         | George Harrison                        | 1981 | 2:21  |
| Write One for Me | Richard Starkey, Mark Hudson, Gary Burr | Ringo Rama                                                                       | Mark Hudson, Ringo Starr               | 2003 | 3:14  |
| Wrong All the Time | Richard Starkey, Mark Hudson, Gary Burr | Choose Love                                                                      | Mark Hudson, Ringo Starr               | 2005 | 3:39  |
| Y Not | Richard Starkey, Glen Ballard | Y Not                                                                            | Ringo Starr, Bruce Sugar               | 2010 | 3:49  |
| Yellow Submarine Ringo Starr and His Third All-Starr Band | John Lennon, Paul McCartney (The Beatles 1966) | Ringo Starr and His Third All-Starr Band Volume 1                                |                                        | 1997 |       |
| Yellow Submarine Ringo Starr and His All Starr Band | John Lennon, Paul McCartney (The Beatles 1966) | Ringo Starr and His All Starr Band Live from Montreux                            |                                        | 1992 |       |
| You Ain’t Seen Nothin’ Yet Ringo Starr and His Third All-Starr | Randy Bachman (Bachman-Turner Overdrive 1974) | Ringo Starr and His Third All-Starr Band Volume 1                                |                                        | 1997 |       |
| You Always Hurt the One You Love | Allan Roberts, Doris Fisher (Mills Brothers 1944) | Sentimental Journey                                                              | George Martin                          | 1970 | 2:20  |
| You and Me (Babe) | George Harrison, Mal Evans | Ringo                                                                            | Richard Perry                          | 1973 | 4:59  |
| You Belong to Me | Pee Wee King, Redd Stewart, Chilton Price (Joni James 1952) | Stop and Smell the Roses                                                         | George Harrison                        | 1981 | 2:09  |
| You Bring the Party Down | Richard Starkey, Steve Lukather | Postcards from Paradise                                                          | Ringo Starr                            | 2015 | 3:41  |
| You Can’t Fight Lightning | Richard Starkey | Stop and Smell the Roses                                                         | Paul McCartney                         | 1994 | 5:41  |
| You Can’t Fight Lightning +Alberta Cross | Richard Starkey | Give More Love                                                                   | Ringo Starr                            | 2017 | 4:21  |
| You Don’t Know Me at All | Dave Jordan | Ringo’s Rotogravure                                                              | Arif Mardin                            | 1976 | 3:16  |
| You Know It Makes Sense | Charles Foskett, Raymond Lamb | Auf dem Benefizalbum It’s a Live-In World                                        | Charles Foskett                        | 1986 | 1:58  |
| You Never Know | Steve Dorff, John Bettis | Auf dem Soundtrack zu Curly Sue                                                  | Steve Dorff                            | 1991 | 3:52  |
| You’re Only Happy When You’re Miserable +Rodney Crowell | | Rodney Crowell: Texas                                                            | Rodney Crowell, Ray Kennedy            | 2019 | 3:24  |
| You’re Sixteen | Robert B. Sherman, Richard M. Sherman (Johnny Burnette 1960) | Ringo                                                                            | Richard Perry                          | 1973 | 2:48  |
| You’ve Got a Nice Way | Stephen Stills, Michael Stergis | Stop and Smell the Roses                                                         | Stephen Stills                         | 1981 | 3:33  |
| Zoom In Zoom Out | | Zoom In                                                                          |                                        | 2021 | 3:57  |